# دیوید فاکس
چارلز جیمز دیوید فاکس (انگلیسی: Charles James David Fox؛ ‏۲۴ مارس ۱۹۴۱ – ۱۳ نوامبر ۲۰۲۱) که بیشتر با نام دیوید فاکس شناخته می‌شود، بازیگر اهل کانادا بود. وی بیشتر به دلیل بازی در نقش «کلایو پتی‌بون» در سریال قصه‌های جزیره و  کاپیتان هادوک در ماجراهای تن‌تن  شناخته می‌شود.

## گزیدۀ نقش‌آفرینی‌ها

### سینما
- حاشیه اقیانوس آرام (۲۰۱۳)
- ماما (۲۰۱۳)
- قطعات فراری (۲۰۰۷)
- کیک برفی (۲۰۰۶)
- غمناکترین موسیقی دنیا (۲۰۰۳)
- جغد خاکستری (۱۹۹۹)
- وقتی که شب در حال سقوط است (۱۹۹۵)
- خانم سافل (۱۹۸۴)

### تلویزیون
- بازمانده برگزیده (۲۰۱۷)
- ماجراهای مرداک (۲۰۱۴)
- مزرعه قلب‌ها (۲۰۰۹)
- عامل نفوذی (۲۰۰۸)
- به‌سوی جنوب (۱۹۹۹)
- مردان کوچک (۱۹۹۹)
- عامل ناشناخته (۱۹۹۷)
- قصه‌های جزیره (۱۹۹۶–۱۹۹۳)
- مردان ایکس (۱۹۹۵–۱۹۹۲)
- ماجراهای تن‌تن (۱۹۹۲–۱۹۹۱)
- آلفرد هیچکاک تقدیم می‌کند (۱۹۸۸)
- آن در گرین گیبلز: دنباله (۱۹۸۷)